# فرشتگان هنر
فرشتگان هنر چهارمین آلبوم استودیویی از موسیقی‌دان کانادایی گرایمز، نام مستعار کلیر الیس بوشه می‌باشد که در ۶ نوامبر سال ۲۰۱۵ به‌طور دیجیتالی از سوی ۴ای‌دی و در دسامبر ۱۱ همان سال در فرمت‌های فیزیکی منتشر شد.